# Галин Тиханов
Галин Василев Тиханов е български литературен историк, специалист по сравнително литературознание и историк на идеите, член на Британската академия.

## Биография

### Образование
Роден е 12 юни 1964 година в Ловеч. Завършва езиковата гимназия „Екзарх Йосиф I“ в родния си град в 1983 година, след което става бакалавър по английска филология и културология в Софийския университет (1988), магистър по славистика в Софийския университет (1990), доктор по филология в Софийския университет с докторат „Жанр и жанрово съзнание на ранния български модернизъм“ (1996) и по философия в Оксфордския университет, с докторат „Бахтин и Лукач: теорията на романа като социална философия“) (1998).

### Професионално развитие
Старши изследовател е по руска и германска история на идеите в Колежа Мъртън, Оксфорд (1997 – 2000), професор по сравнително литературознание в Ланкастърския университет, Англия (2003 – 2007), професор по история на идеите в Манчестърския университет, където е съдиректор на Изследователския институт за постпросвещенски култури (2007 – 2011), професор по сравнително литературознание в Лондонския университет „Кралица Мери“ (от септември 2011).
Член е също на издателските съвети на „Манчестър Юнивърсити Прес“, „Аркадия“, „Къмпаратив Критикъл Стадис“, „Славоника“, „Примерялна Книжевност“, „Брил Болкан Стадис“ и „Дъръм Модър Лангуидж Сириес“.
Печелил е изследователски стипендии на Фондация „Александър фон Хумболд“, Фондация „Джордж Сорос“, „Визеншафтсколег цу Берлин“ и „Колегиум Будапест“.
Бил е гост-професор по сравнително литературознание в Университета Йейл (2007) и по история на идеите в Университета на Санкт Гален (2011).
Съставител е на специалния брой на „Хистъри ъв Фотографи“ (2000), посветен на визуалната култура и фотография на руския авангард. Неговите статии по руска, немска и централноевропейска литература са излизали в „Оксфорд Джърман Стадис“, „Оксфорд Славоник Пейпърс“, „Станфърд Славик Стадис“, „Есейс ин Поетикс“, „Модърн Лангуидж Ривю“, „Германо-Славика“, „Таймс Литарари Сапълмънт“, „Новое литературное обозрение“ и другаде.
Главен редактор, заедно с Морис Славински, на „Ню Къмпарисън“, списанието на Британската асоциация за сравнително литературознание.

### Монографии
- Галин Тиханов, Тълкувания: Текстове върху българската литература след Възраждането (Унив. изд-во „Св. Климент Охридски“; Съюз на филолозите българисти), С., 1994.[5]
- Галин Тиханов, Жанровото съзнание на кръга „Мисъл“: към културната биография на българския модернизъм / Цикъл „Академия“ (изд. ЕТ „Кирил Маринов“), С., 1998.[6]
- Galin Tikhanov, The master and the slave: Lukács, Bakhtin, and the ideas of their time / Oxford (Clarendon Press); New York (Oxford University Press), 2000.[7]
- Galin Tihanov, „The Birth and Death of Literary Theory: Regimes of Relevance in Russia and Beyond“, Stanford, California: Stanford University Press, 2019.[8][9]
- Галин Тиханов, Световна литература. Космополитизъм. Изгнание. Избрани статии и интервюта. София: Кралица Маб, 2022.

### Сборници със студии
- Galin Tihanov, Narrativas do exílio: cosmopolitismo além da imaginação liberal, São Carlos – SP: Pedro & João Editores, 2013.[10]

### Редакторство и съставителство
- Materializing Bakhtin: the Bakhtin circle and social theory / edited by Craig Brandist and Galin Tihanov. Houndmills, Basingstoke, Hampshire; New York (Palgrave in association with St. Antony's College), Oxford, 2000.
- The Bakhtin Cicrle: In the Master’s Absence, (co-editor and contributor), Manchester and New York: Manchester University Press, 2004.
- A Companion to the Works of Robert Musil, (co-editor and contributor). Rochester, NY: Camden House, 2007.
- Gustav Shpet’s Contribution to Philosophy and Cultural Theory, (editor and contributor). West Lafayette, IN: Purdue University Press, 2009.
- Critical Theory in Russia and the West, (co-editor and contributor). London and New York: Routledge, 2010.
- History of Russian Literary Theory and Criticism: The Soviet Age and Beyond, (co-edited with Evgeny Dobrenko). Pittsburgh: University of Pittsburgh Press, 2011.[11][12]
- Enlightenment Cosmopolitanism, (co-editor with David Adams). Oxford: Legenda, 2011.[13]

Автор и съавтор е на множество научни статии.